# Stadionul Etihad
Stadionul City of Manchester (cunoscut și ca Stadionul Etihad din motive de sponsorizare) este un stadion de fotbal din Manchester, Anglia. Aici își dispută meciurile de acasă echipa Manchester City F.C.. El este al 5-lea stadion după mărime din Premier League și al 12-lea după mărime din Marea Britanie, având o capacitate de 55.097.